# パシ・ヒヴァリネン
パシ・ヒヴァリネン（Pasi Hyvärinen, 1987年11月22日 - ）は、フィンランドの元男子バレーボール選手。ヴァルカウス出身。ポジションはリベロ。元フィンランド代表。

## 来歴
2005年、フィンランド・サヴォのクラブへ入団。インドアと平行してビーチバレー選手として活躍し、国内プロツアー準優勝（2006年）、3位（2007年）の他、U-19、U-21、U-23 ビーチバレー欧州選手権出場の経歴を持つ。
フィンランド代表のリベロに選出され、2008年7月4日、タンペレで行われたワールドリーグ・ブルガリア戦で代表デビューを飾り、通算22試合に出場。代表入りからわずか1年でリベロとしての頭角を現し、2009年ワールドリーグインターコンチネンタル・ラウンドのベストリベロ部門1位となった。

## 球歴
- ワールドリーグ - 2008年、2009年

## 所属クラブ
- Keski-Savon Pateri （2005-2007年）
- Muuramen Lentopallo （2007-2009年）
- GFC Ajaccio VB（2010-2011年）
- KyKy-Betset（2011-2014年）
- Kokkolan Tiikerit（2014-2015年）
- Vantaa Ducks（2017-2020年）